# Salticus v-notatus
Salticus v-notatus är en spindelart som beskrevs av Powell 1873. Salticus v-notatus ingår i släktet Salticus och familjen hoppspindlar. Inga underarter finns listade i Catalogue of Life.